# Amédée Visart de Bocarmé
Pour les autres membres de la famille, voir Famille Visart de Bocarmé.
Le comte Amédée Charles Louis Visart de Bocarmé, né le 4 novembre 1835 à Sint-Kruis et décédé le 29 mai 1924  à Bruges, est un homme politique belge flamand, membre du parti catholique.

## Biographie
Amédée Charles Louis Visart de Bocarmé, né le 4 novembre 1835 à Sainte-Croix près de Bruges, fait partie d'une ancienne famille du Tournaisis. En 1743, Louis-François Visart obtient reconnaissance de noblesse avec le titre de comte. Amédée obtient le titre, transmissible par ordre de primogéniture masculine, en 1886. Il est le fils du comte Marie Jean Joseph Visart de Bocarmé (1794-1855) et de son épouse Marie-Thérèse de Man (1802-1883). Son père est bourgmestre de Sainte-Croix-lez-Bruges et chef-homme de la Gilde de Saint-Sébastien à Bruges. Sa naissance a lieu au château familial de Rooighem à Sainte-Croix, qui demeurera une demeure familiale jusque 1999.
En 1864, Visart épouse Émilie Faignart (1838-1875) et il convole en secondes noces avec la comtesse Nathalie van den Steen de Jehay (1852-1919). Du premier mariage naissent Étienne (1865-1951), Albert (1868-1947) et Valentine (1867-1949).
Reçu docteur en droit (1860) à l'Université catholique de Louvain, Visart s'inscrit comme avocat au barreau de Gand (1860-68).
Il est président de l'Académie des beaux-Arts de Bruges (1884-1924) et de la Société Royale Forestière (1893-1924).
Il est élu député (1864 ; 1868-1923), conseiller communal (1875), puis bourgmestre (1876-1924) de Bruges.
Son portrait par Flori Van Acker, peint à l'occasion du jubilé de son cinquantième anniversaire comme bourgmestre est accroché dans une salle de l'hôtel de ville de Bruges.

## Distinctions belges
- Grand cordon de l'ordre de Léopold en novembre 1921.
- Grand-croix de l'ordre de la Couronne en 1919.
- Grand-croix de l'ordre de Léopold II avec rayure d'or en 1919.

## Archives
En 2014 le comte Étienne-Amédée Visart de Bocarmé a fait don d'une partie importante des archives familiales aux Archives de la ville de Bruges.
Une grande partie de ces archives provient du bourgmestre Visart.

## Publications
- Sur les dangers qui menacent l'enseignement religieux en Belgique (1865).
- Een zeehaven in diep water op de Belgische kust (1883).
- Het tweetalig België (1919).

## Littérature
- Comité voor Initiatief Brugge, Brugse burgemeesters 1830-1987, Brugge, 1988.
- Koen ROTSAERT, Lexicon van de parlementariërs uit het arrondissement Brugge, 1830-1995, Brugge, 2006,  (ISBN 90-76297-33-9) en  (ISBN 978-90-76297-33-0).
- Douglas DE CONINCK, Visart de Bocarmé, dans: De Morgen, 14-15 januari 2012.
- Jan ANSEEUW, Een verrassende schenking. Het familiearchief Visart de Bocarmé, dans: Archiefleven, Nieuwsbrief van het stadsarchief van Brugge, 2014, nr. 4.